# Kinematografija Sovjetskog Saveza
Kinematografija Sovjetskog Saveza uključuje filmove bivših republika Sovjetskog Saveza u kojima se odražavaju elementi njihove predsovjetske kulture, jezika i povijesti, iako su ponekad bili cenzurirani. Najistaknutije su bile Ruska SFSR, Armenska SSR, Gruzijska SSR, Ukrajinska SSR, te u nešto manjoj mjeri Litvanska SSR, Bjeloruska SSR i Moldavska SSR. Istovremeno su nacionalnom filmskom industrijom, u potpunosti nacionaliziranoj tijekom većine svoje povijesti, upravljale filozofije i zakoni koje je zadala monopolistička Komunistička partija, koja je uvela novi pogled na film, socrealizam, drugačiji od onog prije ili poslije postojanja Sovjetskog Saveza.

## Povijesni pregled
Sovjetski Savez je službeno počeo postojati 30. prosinca 1922. Od samoga početka nova je republika smatrala da će film biti idealno propagandno sredstvo za Sovjetski Savez zbog svoje popularnosti među novim građanstvom; Vladimir Lenjin ga je proglasio najvažnijim medijem za obrazovanje masa putevima, značenjima i uspjesima komunizma, stajalište koje je kasnije zauzimao i Josif Staljin. U međuvremenu, između Drugog svjetskog rata i Ruske Revolucije filmska industrija i njezina infrastruktura (npr. električna struja) su bile u tako lošem stanju da više nisu funkcionirale. Većina kinodvorana se nalazila u prolazu između Moskve i Sankt Peterburga, a veći dio je bio izvan funkcije. Uz to je većina glumaca, producenata, redatelja i drugih umjetnika iz predsovjetske Rusije pobjegla iz zemlje ili se pridružila Crvenoj armiji koja je napredovala sve više i više na jug prema onome što je preostalo od Ruskog carstva. Štoviše, nova vlada nije imala dodatnih sredstava za intenzivnu obnovu filmske infrastrukture. Zato su u početku birali između dopuštenja za projekt i smjernica u cenzuri, i ostavljanja preostale filmske industrije u privatnim rukama. Kako se to odnosilo većinom na kinodvorane, prvi filmovi koji su se prikazivali u Sovjetskom Savezu bili su reciklirani filmovi nastali za vrijeme Ruskog carstva i filmovi uvezeni u tom razdoblju, u mjeri u kojoj je odlučeno da nisu uvredljivi za novu ideologiju. Ironično, prvi film prikazan u Sovjetskom Savezu nije se baš uklapao u nju: bio je to Otec Sergij (1918.), religiozni film dovršen tijekom zadnjih tjedana Ruskog carstva.
Osim toga, vlada je uglavnom mogla financirati samo kratke obrazovne filmove, od kojih su najčuvenije bile agitke - propagandni filmovi napravljeni s namjerom da "agitiraju", uključe i ushite mase da u potpunosti sudjeluju u aktivnostima koje je odobrila vlada, te se učinkovito obračunaju s onima koji se protive novom poretku. Ovi kratki filmovi (najčešće od jedne role) su često bili jednostavna vizualna pomagala i pratnja predavanjima uživo i govorima, te su ih predavači nosili iz grada u grad, iz sela u selo, da indoktriniraju svo selo, čak dosizajući područja u kojima nikad prije nisu vidjeli film.
Filmske novosti, npr. dokumentarci, bili su drugi veliki format rane sovjetske kinematografije. Serija novosti Dzige Vertova, Kino-Pravda (1922. – 1925.), imala je propagandnu funkciju; Vertov je iskoristio seriju za promociju socrealizma, ali također i za eksperiment s kinematografijom.
Ipak, 1921. još uvijek nije bilo funkcionalnog kina u Moskvi sve do kraja godine. Nagli uspjeh, koji je nastao korištenjem starih ruskih i uvoznih dugometražnih filmova, značajno je obnovio industriju, utoliko više što vlada nije značajno ili neposredno regulirala što se prikazuje, te se do 1923. g. otvorilo dodatnih 89 kinodvorana. Usprkos ekstremno visokom oporezivanju prodaje karata i najmova filmova, postojala je motivacija za individualce da opet započnu snimati dugometražne filmove, - bilo je mjesta za prikazivanje filmova -, premda su sada morali prilagoditi temu novom svjetonazoru. U ovom kontekstu, redatelji i scenaristi koji su ostali da podrže ciljeve komunizma brzo su počeli dominirati u industriji, jer su mogli najvjerodostojnije i najuvjerljivije stvoriti filmove koji su mogli ispuniti zahtjeve vladinih cenzora. Pridružili su im se novi talenti, te je stvorena umjetnička zajednica čiji je cilj bio definirati "sovjetski film" kao nešto drugačije i bolje od produkcije "dekadentnog kapitalizma". Vođe ove zajednice smatrali su da je za ovaj cilj bitno da postoji sloboda eksperimentiranja s cijelim filmom, stajalište koje će rezultirati raznim poznatim kreativnim pokušajima, ali i cenzurom.
Oklopnjača Potemkin Sergeja Ejzenštejna pojavila se 1925.; propagandni film je velikim dijelom bio izmišljen, te je propovijedao o vrlinama proletarijata. Partijski vođe su ubrzo shvatili da teško kontroliraju redateljev izraz, djelomično zato što je konačno razumijevanje značenja filma bilo varavo.
Jedan od najpopularnijih filmova 1930-ih bio je Cirk. Odmah nakon završetka Drugog svjetskog rata bili su prikazani filmovi u boji, npr. Kamennyj cvetok (1946.), Skazanije o zemlje Sibirskoj (1947.), Kubanskije Kazaki (1949.). Drugi značajniji filmovi 1940-ih uključuju filmove Aleksandr Nevskij i Ivan Groznyj.
Kasnih 1950-ih i ranih 1960-ih nastali su filmovi Ballada o soldate koji je 1961. osvojio nagradu za najbolji film na dodjeli BAFTA-e, te Let'at žuravli.
Film Vysota se smatra jednim od najboljih filmova 1950-ih (također je postao osnova pokreta autorske pjesme).
1980-ih su se pojavili filmovi u kojima se otvoreno govorilo o osjetljivim pitanjima. Npr. Pokajanije, o staljinovim represijama u Moldavskoj SSR i Kin-dza-dza!, alegorični znanstvenofantastični film.

## Cenzura
Nakon Staljinove smrti sovjetski filmaši su dobili slobodu da prikaziju likove i priče, koje je, po njihovom mišljenju, publika željela vidjeti. Međutim, industrija je ostala dio vlasti, te je materijal, koji se smatrao politički uvredljivim ili nepoželjnim, bio ili uklonjen, remontiran, ponovno snimljen ili arhiviran. U rijetkim bi slučajevima filmaši uspjeli uvjeriti vlast u nedužnost svojeg rada, a film bio prikazan. Definicija "socijalistički realizam" je bila liberalizirana da omogući razvoj humanijih likova, ali temelji komunizma se još uvijek nisu smjeli kritizirati. Osim toga, stupanj relativne umjetničke slobode je bio različit od administracije do administracije.
Osobitosti nastale cenzurom:
- Prvo poglavlje epskog filma Osvoboždenije je snimljeno 20 godina nakon druga dva dijela. Režiser Aleksandr Dovženko je odbio umanjiti greške Sovjetskog visokog zapovjedništva tijekom prve godine rata, te je umjesto toga čekao trenutak kad će moći snimiti taj dio.
- Drugi dio filma Ivan Groznyj Ejzenštejna dovršen je 1945., ali je prikazan 1958. g., pet godina nakon Staljinove smrti.
- Ejzenštejnov Aleksandr Nevskij je bio cenzoriran prije njemačke invazije na Sovjetski Savez zbog prikaza snažnog ruskog vođe koji prkosi vojsci njemačkog Teutonskog reda. Film je nakon invazije bio prikazan u propagandne svrhe, te je dobio pohvalne kritike.

## Revolucija i građanski rat
Prva sovjetska ruska državna organizacija, Odjel za film Narkomprosa (rus. Народный комиссариат просвещения, hrv. Narodni komesarijat za prosvjetu), utemeljen je 1917. g. Radom nacionaliziranih filmskih studija je upravljao Sveruski odjel za fotografiju i kino, 1923. preimenovan je u Goskino, a 1926. - u Sovkino. Prva državna filmska škola, univerzitet kinematografije "S.A. Gerasimov", utemeljena je u Moskvi 1919.
Tijekom ruskog građanskog rata, agitacijski vlakovi i brodovi su posjećivali vojnike, radnike i seljake. Predavanja, izvještaje i političke sastanke su pratile filmske novosti o događajima na različitim frontama.

## 1920-e
1920-ih grupa koja se bavila dokumentarnim filmom na čelu s Vertovim pretvorila je konvencionalne filmske novosti u "žurnalistički film u čijem je središtu slika", koji je postao baza ruskog dokumentarnog filma. Tipični su primjeri serija novosti Kino-Pravda i film Šagaj, Sovet! Vertova, čiji su eksperimenti i dostignuća u dokumentarnom filmu utjecali na razvoj ruske i svjetske kinematografije. Drugi važni filmovi 1920-ih su povijesno-revolucionarni filmovi Esfir Šub, npr. Padenije dinastii Romanovyh. Film Gidrotorf Jurija Željabužskog je označio početak znanstveno-popularnih filmova. Dugometražni agitacijski filmovi 1918. – 1921. su bili važni u razvoju filmske industrije. Inovacije su naročito izražene u radu Ejzenštajna: Oklopnjača Potemkin je bila značajna zbog inovativne montaže i metaforične kvalitete filmskog jezika. Ejzenštejn je razvio koncept revolucionarnog epa u filmu Okt'abr'. Značajan je bio film Mat'  Vsevoloda Pudovkina, ekranizacija romana Mati Gorkog iz 1926. Pudovkin je razvio teme iz revolucionarne povijesti u filmu Konec Sankt-Peterburga (1927.). Drugi značajni nijemi filmovi se bave suvremenim životom, npr. Dom na Trubnoj Borisa Barneta. Filmovi Jakova Protazanova su posvećeni revolucionarnoj borbi i stvaranju novog načina života, npr. Don Diego i Pelageja (1928.). Ukrajinski redatelj Dovženko je značajan zbog povijesno-revolucionarnog epa Zvenigora, Arsenal i Zemlja.

## 1930-e
Ranih 1930-ih ruski su filmaši primijenili socrealizam u svom radu. Između ostalih, nastao je film Čapajev o ruskim revolucionarima i društvu za vrijeme revolucije i građanskog rata. Tema revolucije se pojavljuje u filmovima kao što su Zlatyje gory Sergeja Jutkeviča, Okraina Borisa Barneta i trilogiji Maksim Grigorija Kozinceva i Leonida Trauberga: Junost' Maksima, Vozvraščenije Maksima i Vyborskaja storona. Značajni su i biografski filmovi o Vladimiru Lenjinu, npr. Lenin v Okt'abre i Lenin v 1918 godu Mihaila Romma. Život ruskog društva i svakodnevni ljudi prikazani su u filmovima kao što su Semero smelyh i Gorod molodyh Sergeja Gerasimova. Komedije Grigorija Aleksandrova, npr. Cirk, Volga-Volga i Svetlyj put'; Bogataja nevesta Ivana Pyrjeva i U samogo sinego mor'a Borisa Barneta usmjereni su na psihologiju obične osobe, entuzijazam za posao i netoleranciju na posljednje ostatke prošlosti. U središtu mnogih filmova su nacionalni junaci, npr. Aleksandr Nevskij Ejzenštejna, Minin i Požarskij Vsevoloda Pudovkina i Bogdan Hmeljnickij Igora Savčenka. Adaptirani su klasici književnosti, npr. trilogija Marka Donskoja o Maksimu Gorkom: Detstvo Gor'kogo, V ljud'ah i Moi univerzitety.
Tijekom kasnih 1920-ih i ranih 1930-ih staljinističko krilo Komunističke partije učvrstilo je svoj autoritet, te pokrenulo kulturnu i ekonomsku transformaciju Sovjetskog Saveza. NEP (Nova ekonomska politika) je zamijenjen sustavom centralnog planiranja. Novo je vodstvo proglasilo "kulturnu revoluciju" u kojoj je partija mogla kontrolirati kulturna pitanja, uključujući umjetničko izražavanje. Kinematografija se nalazila između umjetnosti i ekonomije; zato je bilo nužno temeljito je reorganizirati u ovom razdoblju transformacije.
Da bi se implementiralo centralno planiranje u kinematografiju, stvoren je novi birokratski entitet - Sojuzkino (1930.), koji je sada koordinirao sve aktivnosti dosada autonomnih studija i distributivnih mreža stvorenih u NEP-u. Nadležnost Sojuzkina se također odnosila na studije nacionalnih republika kao što je filmski studio "A. Dovženko", koji je bio samostalniji tijekom 1920-ih. U Sojuzkinu su radili ekonomski planeri i politički stručnjaci koji su bili zaduženi za to da formuliraju planove za godišnju produkciju za studije, te zatim motre distribuciju i prikazivanje završenih filmova.
S centralnim planiranjem je došlo još više centralizirane ovlasti nad kreativnim odlukama. Razvoj scenarija je postao dug, mučan proces pod birokratskim sustavom, s mnogobrojnim komitetima koji su pregledavali nacrte i tražili preradbu. Cenzura je svake godine postajala sve zahtjevnija, paralelno s rastućom kulturnom represijom staljinističkog režima. Projekti dugometražnih filmova bi se razvlačili mjesecima ili godinama, te su ih u svakom trenutku mogli ukinuti.
Aleksandr Dovženko je usput crpio teme iz ukrajinskog folklora (npr. Zemlja, 1930.), zbog hirovite odluke jednog ili drugog komiteta za cenzuru. Takvi suvišni propusti su usporavali produkciju i kočili kreativnost. Iako je centralno planiranje trebalo povećati produktivnost filmske industrije, ona je sustavno nazadovala tijekom 1930-ih. Do kraja NEP-a nastajalo je preko stotinu filmova godišnje, ali se ta brojka smanjila na sedamdeset do 1932. i četrdeset pet do 1934. Više nikad nije dosegnuta trostruka brojka tijekom preostalog staljinističkog razdoblja. Režiseri veterani su doživjeli pad u karijeri; iako je Ejzenštejn uspio snimiti četiri dugometražna filma između 1924. i 1929., dovršio je samo jedan film, Aleksandr Nevski (1938.), tijekom tog desetljeća. Planirana adaptacija priče Turgenjeva, Bežin lug (1935. – 1937.) zaustavljena je tijekom produkcije 1937. i službeno zabranjena.
U međuvremenu, SSSR je prekinuo svoje filmske veze sa zapadom. Prestao je uvoziti filmove nakon 1931. zbog zabrinutosti da bi strani filmovi mogli izložiti publiku kapitalističkoj ideologiji. Industrija se također oslobodila zavisnosti o stranim tehnologijama. Tijekom industrijalizacije ranih 1930-ih SSSR je konačno izgradio tvornice koje su opskrbljivale filmsku industriju.
Da bi osigurali svoju neovisnost, čelnici u industriji su naredili da se razvije vlastita tehnologija snimanja zvuka, radije nego da uzimaju licencije sa zapada. Dva sovjetska znanstvenika, Aleksandr Šorin, u Lenjingradu, i Pavel Tager, u Moskvi, proveli su istraživanje tijekom kasnih 1920-ih o pratećim zvučnim sustavima, koji su bili spremni za uporabu do 1930. g. Proces implementacije, uključujući trošak prilagodbe kinodvorana, bio je obeshrabrujući, te je SSSR završio s prijelazom na zvuk tek 1935. Unatoč tomu, nekoliko je redatelja uvelo inovacije u upotrebi zvuka kad je tehnologija napokon postala dostupna. U dokumentarnom filmu Entuziazm: Simfonija Donbassa (1931.), o rudarstvu i teškoj industriji, Vertov je bazirao glazbu na industrijskoj buci; u Dezertiru (1933.) Pudovkin je eksperimentirao s oblikom "zvučnog kontrapunkta", u Aleksandru Nevskom Ejzenštejn surađuje sa skladateljem Prokofjevim na opernom filmskom stilu.
Sovjetskoj kinematografiji je bilo naloženo i da usvoji uniformni filmski stil, tj. socijalistički realizam. 1932. g. vodstvo partije naredilo je književnicima da napuste avangardne postupke 1920-ih i prihvate socrealizam, književni stil koji je u biti bio blizak realizmu 19. stoljeća, što je kasnije naloženo i drugim umjetničkim zajednicama. Za film je to značilo usvajanje filmskog stila koji bi bio jasan širokoj publici, na taj način izbjegavajući moguće razilaženje avangarde i srednjostrujaške kinematografije koje je bilo očito kasnih 1920-ih. Direktor Sojuzkina i glavni politički činovnik za filmsku industriju, Boris Šumjackij, koji je služio od 1931. do 1938., bio je oštar kritičar montaže. On je zagovarao "kinematografiju za milijune", koja bi imala jasnu, linearnu naraciju. Iako se američki filmovi više nisu uvozili 1930-ih, hollywoodski model kontinuirane montaže je bio lako dostupan, te je imao dobar uspjeh kod sovjetske publike. Sovjetski socrealizam, izgrađen na ovom stilu, osiguravao je uredno pripovijedanje. Doktrini su zatim dodane različite smjernice: pozitivni junaci kao uzori za gledatelje, lekcije o uzornoj građanštini koje bi gledatelji morali prihvatiti, te podrška političkim odlukama Komunističke partije.
Takva restriktivna estetska politika, nametnuta rigoroznim Sojuzkinom, rezultirala je mnoštvom šablonskih i doktrinarnih filmova. Oni su naoko uspjeli stvoriti istinski "film za mase". Jedan od najuspješnijih filmova tog desetljeća, koji je bio službeno pohvaljen i pridobio iskrenu naklonost široke publike, bio je film Čapajev (1934.), koji su zajedno režirali braća Sergej i Georgij Vasiljev. Film, koji se temelji na životu zapovjednika Crvene armije, bio je reklamiran kao model socrealizma, u kojem se Čapajev i njegovi sljedbenici junački bore za revolucionarni cilj. Film također humanizira glavni lik, pridajući mu slabosti, ironičan smisao za humor, te grubi seljački šarm. Te su ga osobine učinile omiljenim kod publike: zabilježeno je da su gledatelji više puta pogledali film tijekom prvog prikazivanja 1934., te je Čapajev periodično prikazivan sljedećim generacijama publike.
1930-ih se pojavio novi žanr - mjuzikl, koji je postao jako popularan. Majstorom te forme se smatra Grigorij Aleksandrov (1903. – 1984.). U kreativnom partnerstvu sa svojom ženom, glumicom u komedijama i pjevačicom Ljubovi Orlovom (1902. – 1975.), stvorio je niz popularnih mjuzikla. Njihovu idiličnu komediju Volga-Volga (1938.) nadmašio je jedino Čapajev u uspjehu na kinoblagajnama. Fantastični element njihovih filmova, sa živopisnim melodijama, ponekad je širio granice socrealizma, ali se žanr također mogao odnositi i na suvremeno stanje. U Aleksandrovom mjuziklu iz 1940., Svetlyj put', Orlova glumi skromnu mladu sluškinju koja se uzdiže do vodstva sovjetske industrije nakon što razvije novi ekonomičniji način rada u tkaonici. Publika je mogla uživati u komičnom preokretu u filmu "o Pepeljugi" dok je istovremeno učila o vrijednosti efikasnosti na radnom mjestu.

## 1940-e
Ubrzo nakon kraja Drugog svjetskog rata prikazani su filmovi u boji, npr. Kamennyj cvetok (1946.), Skazanije o zemlje Sibirskoj (1947.) i Kubanskije Kazaki (1949.).
Drugi značajniji filmovi tog razdoblja uključuju i crno-bijele filmove Aleksandr Nevskij, Ivan Groznyj i Vstreča na El'be.

## 1950-e
S početkom hladnog rata, pisci, koje su još uvijek smatrali primarnim autorima, opirali su se pisanju scenarija, te se 1950-ih pojavio samo pregršt dugometražnih filmova koji su bili dovršeni tijekom jedne godine. Smrt Staljina je bila olakšanje mnogima, a njegov je imidž blagog i kompetentnog vođe javno narušavao Nikita Hruščov dvije godine poslije, što je filmašima pružio mogućnost da se maknu od ograničenih priča socrealizma.
Od značajnijih filmova tog razdoblja vrijedi spomenuti Let'at žuravli Mihaila Kalatazova iz 1957. g., koji je dobio Zlatnu palmu na festivalu u Cannesu 1958.

## 1960-e i 1970-e
Mnogi od filmova nastalih u ovom razdoblju oblikovali su sovjetsku i postsovjetsku kulturu. Među njima se nalaze:
- Ja šagaju po Moskve (1963.)
- Operacija Y i drugije priključenija Šurika (1965.) i nastavak Kavkazskaja plennica ili Novyje priključenija Šurika (1966.)
- Rat i mir (1966. – 1967.), filmska adaptacija romana Rat i mir Sergeja Bondarčuka, s budžetom od 8,5 milijuna rubalja, vremenom trajanja od sedam sati i s tisućama statista. Bio je to prvi ruski film koji je osvojio Oscara za najbolji strani film.
- Andrej Rubljov (1966.) je osvojio niz međunarodnih nagrada, npr. FIPRESCI.
- Boja šipka (1968.) je bio prikazan samo u Sovjetskom Savezu, a izvan zemlje tek godinama kasnije, no film je otad dobio pohvalne kritike.
- Brilliantovaja ruka (1968.).
- Beloje solnce pustyni (1970.), klasični crveni vestern. Astronauti imaju običaj gledati ga prije lansiranja, a u ruskom jeziku su se pojavili mnogi citati iz filma, npr. "Istok je osjetljiva stvar". Naslovna pjesma je postala veliki hit.
- Solaris (1972.)
- Džentel'meny udači (1972.) s Jevgenijem Leonovim
- Ironija sud'by ili S ljogkim parom! (1975.)
- Služebnyj roman (1977.)
- Moskva slezam ne verit (1979.), dobitnik Oscara za najbolji strani film 1980.

Mnogi su sovjetski režiseri bili više zabrinuti za umjetnički uspjeh filma nego za ekonomski (plaćala ih je akademija, pa novac nije predstavljao problem). To je doprinijelo stvaranju velikog broja filozofskih i pjesničkih filmova, strancima nerazumljivih bez prethodnog izlaganja ruskoj kulturi (npr. filmovi Andreja Tarkovskog, Sergeja Paradžanova i Nikite Mihalkova). Ova su desetljeća također poznata po produkciji crvenih vesterna i tragikomedija.
Animacija je bila uvaženi žanr u kojem su mnogi režiseri eksperimentirali s tehnikom. Film Skazka skazok iz 1979. Jurija Norštejna je bio proglašen 1984. i 2002. Najboljim animiranim filmom svih doba i nacija, naslov koji dodjeljuju profesionalci u animaciji iz cijelog svijeta.
Na šezdesetogodišnjicu sovjetske kinematografije 25. travnja 1979., odlukom predsjedništva Vrhovnog savjeta SSSR-a, proglašen je memorijalni "Dan sovjetske kinematografije". Otad se slavio u SSSR-u svaku godinu 27. kolovoza, na dan kad je Vladimir Lenjin potpisao dekret o nacionalizaciji kinematografske i fotografske industrije.

## 1980-e
Politika perestrojke i glasnosti opazila je slabljenje cenzure ranijih razdoblja. Žanr poznat kao "černuha" (rus. чернуха - tamna strana života, svakodnevice) opisivao je tešku svakodnevicu sovjetskog života. Značajniji filmovi ovog razdoblja:
- Pokrovskije vorota (1982.) - televizijska komedija s Olegom Menjšikovim.
- Pokajanije (1984.) - gruzijski film o izmišljenom diktatoru koji je bio zabranjen do 1987.
- Idi i smotri (1985.) - drama o Drugom svjetskom ratu.
- Kin-dza-dza! (1986.) - alegorični znanstvenofantastični film.
- Holodnoje leto pjat'desjat' tretjego (1987.) - drama o kriminalcima oslobođenim iz gulaga nakon Staljinove smrti.
- Malen'kaja Vera (1988.) - jedan od prvih sovjetskih filmova sa scenama seksa.

## Sovjetski filmovi
Mnogo je filmova koji se dobro pamte i na koje se naklono gleda u bivšim republikama Sovjetskog saveza; slavne rečenice ili šale iz tih filmova se često citiraju, a neke su čak postale dio ruskog jezika kao izreke i fraze. Mnoge od tih klasika je producirao Mosfilm, te drugi državni filmski studiji.

## Žanrovi

### Akcijski filmovi
- Beloje solnce pustyni (1970.) - jedan od najpopularnijih sovjetskih filmova ikad.

### Znanstvena fantastika
- Aelita - nijemi film iz 1924. koji je režirao Jakov Protazanov na temelju istoimenog romana Alekseja Tolstoja.
- Solaris i Stalker Andreja Tarkovskog.
- Kin-dza-dza! - distopijska znanstvenofantastična komedija iz 1986. Georgija Danelije.

### Komedija
- Džentel'meny udači - ravnatelj vrtića kojeg glumi Jevgenij Leonov pretvara se da je kriminalac po imenu Profesor (koji izgleda isto kao i on) da bi dobio informaciju o ukradenom predmetu od dvojice sluge Profesora.
- Kavkazskaja plennica, ili Novyje priključenija Šurika - Šurik se nesvjesno upliće u otmicu. Satira o korumpiranim lokalnim moćnicima, puna etničkog humora.
- Ivan Vasiljevič menjajet professiju - znanstvenikov vremenski stroj teleportira upravitelja zgrade u rusko 16. stoljeće te dovodi Ivana Groznog u sadašnjost. Obojica jednako izgledaju, što dovodi do kaosa.
- Dvenadcat' stuljev - prema istoimenom romanu Iljfa i Petrova.
- Brilliantovaja ruka - s Jurijem Nikulinim, Anatolijem Papanovim i Andrejem Mironovim. Nesposobni krijumčari pokušavaju vratiti dijamante koji su završili kod krivog čovjeka.
- Pokrovskije vorota - s Olegom Menjšikovim kao mladim studentom koji dolazi u Moskvu te se upliće u nezgode svojih susjeda u zgradi.

### Dramski/epski filmovi
- Ironija sud'by, ili s ljogkim parom! - dramska komedija koja se emitira na televiziji svako Silvestrovo (poput američkog filma Divan život koji se emitira svaki Božić).
- Mesto vstreči izmenit' neljzja - miniserija iz 1979. s radnjom smještenom u 1945. Vladimir Visocki glumi iskusnog policajca koji pokušava uhvatiti članove bande "Čornaja koška".
- Obyknovennoje čudo iz 1964. i nova verzija iz 1978. - bajkovita ljubavna priča o medvjedu kojeg je čarobnjak pretvorio u čovjeka, i kojeg mora poljubiti princeza da se ponovo pretvori u medvjeda.
- Tihij Don (1957. – 1958.) - adaptacija Sergeja Gerasimova istoimenog romana Mihaila Šolohova (za kojeg je dobio Nobelovu nagradu).
- Rat i mir (1967.) - ekranizacija istoimenog romana Lava Tolstoja.

### Dječji filmovi
- Ilja Muromec - nastao prema ruskim bilinama, režiser Aleksandr Ptuško.
- Morozko - božićna priča Aleksandra Roua.
- Moskva - Kassiopeja i Otroki vo vselennoj - znanstvenofantastični filmovi Ričarda Viktorova.
- Priključenija Buratino - adaptacija Leonida Nečajeva bajke Pinocchio Carla Collodija.
- Raz, dva - gore ne beda - pacifistički horor Mihaila Juzovskog i Julija Kima.
- Mio, moj Mio - fantastični film Vladimira Grammatikova.

## Istaknuti filmski djelatnici

### Rano razdoblje sovjetske kinematografije
- Mihail Čiaureli, redatelj i scenarist
- Grigorij Aleksandrov, redatelj
- Sergej Bondarčuk, redatelj, scenarist i glumac
- Aleksandr Dovženko, redatelj, producent i scenarist
- Sergej Ejzenštejn, redatelj i teoretičar
- Lev Kulešov, redatelj, scenarist i teoretičar
- Jakov Protazanov, redatelj i scenarist
- Vsevolod Pudovkin, redatelj, scenarist i glumac
- Ivan Pyrjev, redatelj i scenarist
- Dziga Vertov, snimatelj dokumentarnih filmova, redatelj filmskh novosti i teoretičar

### Kasnije razdoblje
- Tengiz Abuladze, redatelj
- Andrej Končalovskij, redatelj, producent, scenarist
- Nikita Mihalkov, redatelj, glumac
- Aleksandr Sokurov, redatelj
- Andrej Tarkovski, redatelj
- Aleksej German, redatelj, scenarist
- Elem Klimov, redatelj
- Larisa Šepit'ko, redateljica
- El'dar Rjazanov, redatelj
- Leonid Gajdaj, redatelj
- Georgij Danelija, redatelj i scenarist
- Kira Muratova, redateljica, scenaristica i glumica
- Sergej Paradžanov, redatelj, scenarist, producent
- Mihail Uljanov, glumac i redatelj

## Sovjetski studiji
- Armenfilm
- Azerbajdžanfilm
- Belarus'film
- Kartuli Pilmi
- Kinostudija imeni Gor'kogo
- Gruziya-film
- Kazahfilm
- Kijevnaučfiljm
- Kyrgizfilm
- Lenfilm
- Litovskaja kinostudija
- Moldova-Film
- Mosfilm
- Kinostudija imeni A. Dovženko
- Odesskaja kinostudija
- Pilot
- Rižskaja kinostudija
- Sojuzmultfilm
- Sverdlovskaja kinostudija
- Tadžikfilm
- Tallinnfilm
- Turkmenfilm
- Uzbekfilm
- Jaltinskaja kinostudija